# Luís Neto
Luís Carlos Novo Neto (ur. 26 maja 1988) – portugalski piłkarz grający na pozycji obrońcy w portugalskim klubie Sporting Lizbona.

## Kariera klubowa
Neto dołączył do akademii Varzim SC w wieku 10 lat. W pierwszym zespole zadebiutował 10 lutego 2007 roku w meczu Pucharu Portugalii z Benficą.
W lipcu 2011 roku podpisał kontrakt z CD Nacional. Rok później podpisał kontrakt z włoską Sieną.
1 lutego 2013 roku podpisał kontrakt z Zenitem Petersburg.